# Provinz Youssoufia

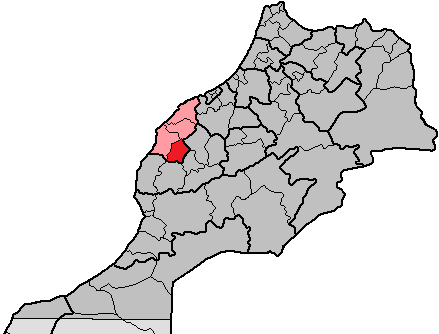
Provinz Youssoufia in der Region Doukkala-Abda

Die etwa 3000 km² große und ca. 260.000 Einwohner zählende Provinz Youssoufia (arabisch إقليم اليوسفية, Taschelhit ⵍⵉⵡⵙⵓⴼⵉⵢⴰ) ist seit 2015 Teil der marokkanischen Region Marrakesch-Safi (davor Doukkala-Abda). Die Hauptstadt der Provinz ist die Stadt Youssoufia.

## Geographie

### Lage
Die Provinz Youssoufia grenzt im Westen an die Provinz Safi, im Norden an die Provinz Sidi Bennour, im Nordosten an die Provinz Rehamna, im Osten an die Präfektur Marrakesch, im Süden an die Provinz Chichaoua und im Südwesten an die Provinz Essaouira.
Präfektur Marrakesch

### Landschaft
Das Landschaftsprofil ist hügelig mit einer durchschnittlichen Höhenlage von 300 bis 400 m. Einzelne niedrige Bergketten erreichen eine Höhe von etwa 600 m.

### Klima
In der trockenen halbwüstenartigen Landschaft, deren Klima allerdings ganz wesentlich von Atlantik beeinflusst wird, erreichen die sommerlichen Tageshöchsttemperaturen üblicherweise 35 bis 40 °C; nachts kühlt es sich auf 15 bis 20 °C ab. Im Winter bewegen sich die Tageshöchsttemperaturen um die 25 bis 30 °C, nachts fällt das Thermometer auf Werte um 5 bis 15 °C.

## Bevölkerung
Der Großteil der Bevölkerung sind Berber, die vorwiegend in der Landwirtschaft sowie als Kleinhändler, Taxifahrer etc. tätig sind. Führende Positionen in Wirtschaft, Handel und Verwaltung sowie im Bank-, Gesundheits- und Bildungswesen liegen in den Händen der arabisch-stämmigen Bevölkerungsminderheit.

## Wirtschaft
Wichtigste Einnahmequelle der Provinz ist der großflächig betriebene Phosphatabbau; zu Düngemitteln weiterverarbeitet, werden die Endprodukte über die Häfen von Safi oder Jorf Lasfar (bei El Jadida) in die ganze Welt exportiert. Andere Flächen werden landwirtschaftlich genutzt; der Tourismus spielt kaum eine Rolle.

## Geschichte
Mangels schriftlicher Aufzeichnungen liegt die Geschichte der Provinz weitgehend im Dunkeln. Man kann jedoch davon ausgehen, dass einstmals nomadisierende Berberstämme hier lebten. Die Stadt Youssoufia wurde erst nach der Entdeckung von Phosphatvorkommen durch die französischen Kolonialherren im Jahre 1931 gegründet. Die Provinz Youssoufia entstand erst im Jahre 2009 durch Abtrennung von der Provinz Safi.

## Sehenswürdigkeiten
Abgesehen vom Mausoleum und der Grabmoschee des Sidi Chiker, einem Marabout, gibt es keine historisch oder kulturell bedeutenden Sehenswürdigkeiten in der Region. Im Südosten der Provinz wurde in den 1990er Jahren ein königlicher Gazellenpark, in welchem die ursprünglich hier heimischen Tiere, die in Marokko durch Bejagung und Verdrängung ausgerottet waren und nur in Zoos überlebt hatten, wieder ausgewildert wurden. Ein weiterer Ökopark wurde am nahegelegenen Lac Zima eingerichtet.